# إعلان استقلال صوماليلاند
إعلان استقلال أرض الصومال (رسميا جمهورية صوماليلاند) (بالصومالية: Ku dhawaaqida Gooni isu taaga Somaliland)‏ يوم 18 مايو 1991 إعلن استقلال صوماليلاند من قبل قبائل إسحاق، ذولبهانت، عيسى، Gadabursi، وارسانغيلي والحركة الوطنية الصومالية. وأصبح رئيس الحركة الوطنية الصومالية أول رئيس لأرض الصومال  وجاء هذا الاستقلال بعد الاستقلال عن المملكة المتحدة الذي حصلت عليه في 26 يونيو 1960.

## خلفية

### عملية السلام الشمالية

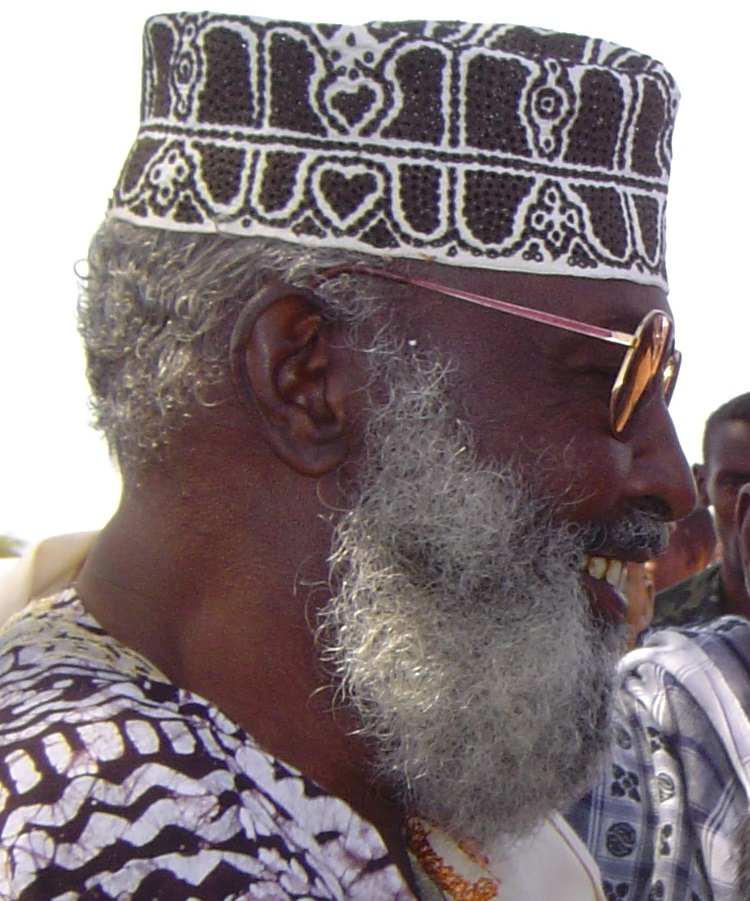
عبدقاني من ذولبهانت الذي قدم قضية إعلان استقلال صوماليلاند

بعد أن تمكنت الحركة الوطنية الصومالية من بسط سيطرتها على شمال غرب الصومال، سرعان ما اختارت المنظمة وقف الأعمال العدائية والمصالحة مع المجتمعات غير التابعة للإسحاق. حدث مؤتمر السلام في بربرة بين 15 و 21 فبراير 1991 استعادة الثقة بين المجتمعات الشمالية حيث كانت قيادة الحركة الوطنية الصومالية محادثات مع ممثلين عنا لعشائر عيسى، Gadabursi ،البهانتة ووارسانغيلي. كان هذا هو الحال بشكل خاص حيث قيل إن المجتمعات غير التابعة للإسحاق كانت مرتبطة إلى حد كبير بنظام سياد بري وقاتلت إلى جانب الجانب الآخر من إسحاق.
وضع هذا المؤتمر الأساس «للمؤتمر الكبير للعشائر الشمالية» الذي بين 27 أبريل و 18 مايو 1991 والذي حدثت في برعو كان يهدف إلى إحلال السلام في شمال الصومال. بعد مشاورات مكثفة بين ممثلي العشائر وقيادة الحركة الوطنية الصومالية، تم الاتفاق على أن يقوم شمال الصومال (دولة أرض الصومال سابقًا) بإلغاء اتحاده الطوعي مع بقية الصومال لتشكيل «جمهورية أرض الصومال». على الرغم من وجود آمال بين المجتمعات الشمالية للخلافة في وقت مبكر من عام 1961، لم يكن لدى الحركة الوطنية الصومالية سياسة واضحة بشأن هذه المسألة منذ البداية. ومع ذلك، فقد تم تغيير أي أهداف قومية بين أعضاء وأنصار الحركة الوطنية الليبرية بشكل مفاجئ في ضوء الإبادة الجماعية التي شهدها نظام بري. ونتيجة لذلك، تعزيز قضية الخلافة واستعادة أراضي دولة صوماليلاند. كان غاراد كبديقاني غراد جاما الذي قاد وفد دولبهانت أول من طرح قضية الخلافة.

## إعلان الاستقلال
في مايو 1991، أعلنت الحركة الوطنية الصومالية استقلال «أرض الصومال» وتشكيل إدارة مؤقتة تم بموجبها انتخاب عبد الرحمن أحمد علي تور للحكم لمدة عامين. لعب العديد من أعضاء الحركة الوطنية الصومالية السابقين دورًا رئيسيًا في تشكيل الحكومة والدستور.
في أيار / مايو 1993 «بوراما مؤتمر» جرت لانتخاب الرئيس ونائب الرئيس. وحضر المؤتمر 150 الشيوخ قبائل من إسحاق (88), Gadabursi (21), البهانتة (21), وارسانغيلي (11) وعيسى (9) والمجتمعات أقرتها الحركة الوطنية الصومالية. ونتيجة لذلك، فإن المؤتمر منح حكومة صوماليلاند الشرعية المحلية أبعد من نواحي اسحق سيطرت الحركة الوطنية الصومالية، خصوصا بلدة بوراما كان الغالب يسكنها Gadabursi.
في هذا المؤتمر، اتفق المندوبون على إنشاء التنفيذي رئيس هيئة تشريعية من مجلسين حيث صوماليلاند الثاني الرئيس محمد حاجي إيغال انتخب. إيغال سيكون انتخابه لولاية ثانية في عام 1997.

## الحدود

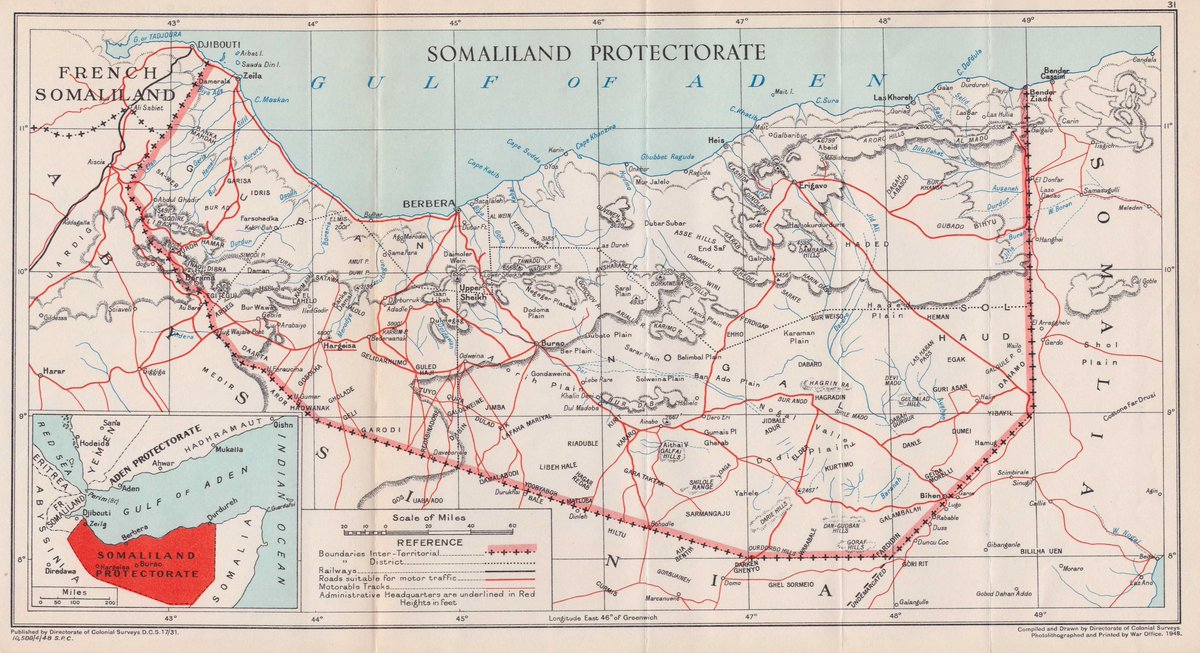
الحدود الصومال البريطاني.

الحدود التي أعلنتها أرض الصومال في الإعلان هي حدود أرض الصومال البريطانية التي أنشأتها بريطانيا في عام 1884. على الرغم من أن الإدارة الإقليمية في الصومال تدعي الحدود الشرقية لأرض الصومال في سول وسناج، فإن أرض الصومال تسيطر على 80٪ من سول وسناج.

## الاستقلال من المملكة المتحدة

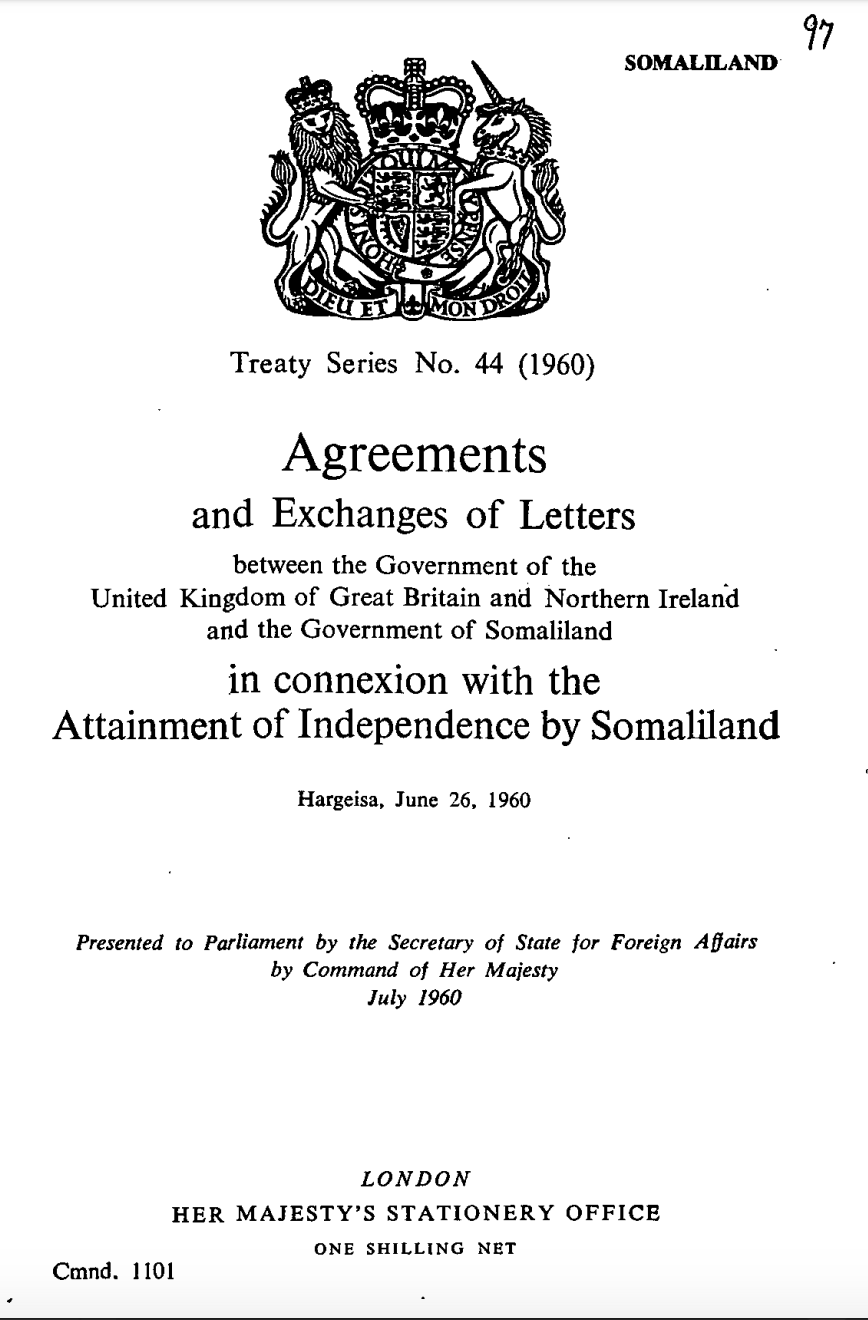
الاتفاقات وتبادل الرسائل بين حكومة المملكة المتحدة لبريطانيا العظمى وأيرلندا الشمالية وحكومة صوماليلاند فيما يتعلق بحصول صوماليلاند على الاستقلال

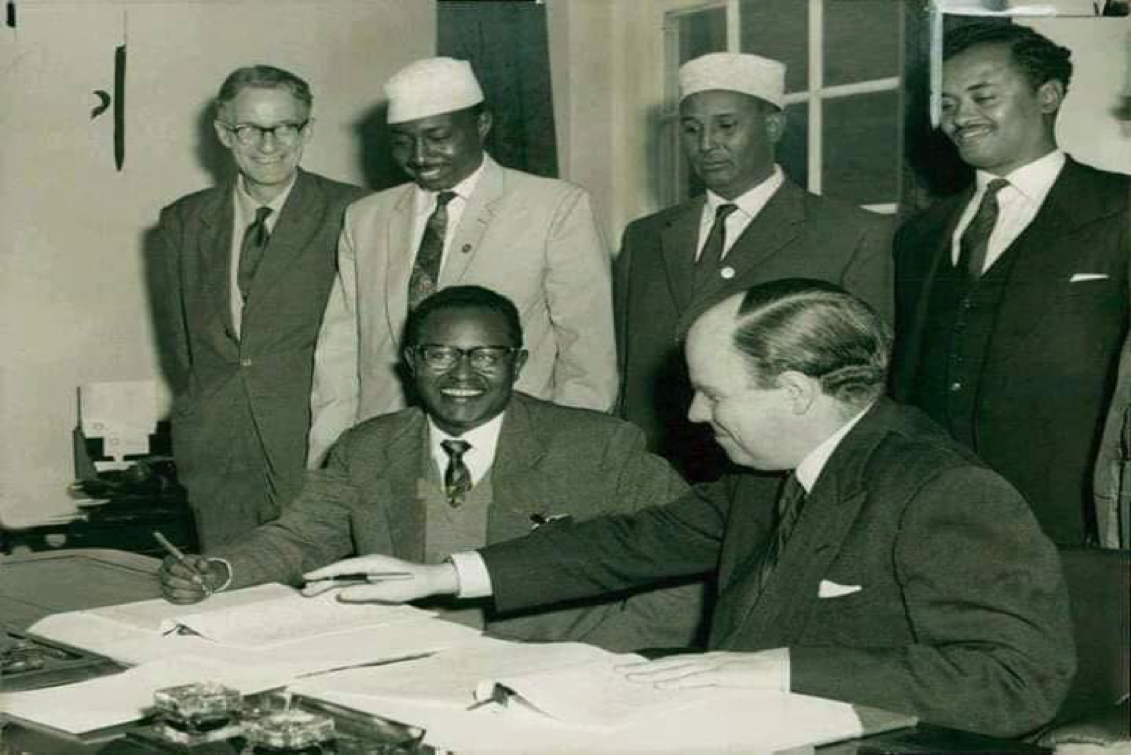
أرض الصومال البريطانية الدستورية مؤتمر لندن في مايو 1960 الذي كان تقرر أن 26 حزيران / يونيه يكون يوم الاستقلال، حتى وقعت في 12 أيار / مايو 1960. صوماليلاند الوفد: محمد حاجي إبراهيم إيغال أحمد حاجي Dualeh علي جراد جامع& حاجي إبراهيم نور. من المكتب الاستعماري: إيان ماكلويد، D. B. قاعة، H. C. F. ويلكس (أمين)

في 26 يونيو 1960 السابق أرض الصومال البريطانية محمية لفترة وجيزة الحصول على الاستقلال باعتبارها دولة أرض الصومال، مع الثقة إقليم صوماليلاند التالية دعوى خمسة أيام في وقت لاحق. في اليوم التالي في 27 يونيو عام 1960، حديثا عقد صوماليلاند الجمعية التشريعية الموافقة على مشروع قانون من شأنه رسميا السماح لاتحاد دولة أرض الصومال مع الثقة إقليم صوماليلاند في 1 يوليو 1960.
محمد حاجي إبراهيم عقال، الذي كان قد شغل سابقا منصب غير رسمي عضو سابق في أرض الصومال البريطانية محمية المجلس التنفيذي ومدير أعمال الحكومة في المجلس التشريعي، وأصبح رئيس وزراء دولة أرض الصومال خلال المخطط لها الانتقال إلى الاتحاد مع الثقة إقليم أرض الصومال تحت الإدارة الإيطالية السابق الصومال الإيطالي.

أثناء وجودها القصير دولة صوماليلاند تلقى الاعتراف الدولي من 35 بلدا،  التي شملت الصين، مصر، اثيوبيا، فرنسا، غانا، إسرائيل، ليبيا، في الاتحاد السوفياتي. فإن الولايات المتحدة وزير الدولة المسيحية Herter رسالة تهنئة،  وفي المملكة المتحدة توقيع عدة اتفاقات ثنائية مع صوماليلاند في هرجيسا في 26 يونيو 1960. هذه نسخة من الرسالة التي أرسلها وزير خارجية الولايات المتحدة كريستيان هيرتر
أصحاب السعادة ،
مجلس وزراء صوماليلاند ، هرجيسا.
أصحاب المعالي والسعادة: أتقدم بأطيب تمنياتي وتهنئة بمناسبة حصولكم على الاستقلال. هذا معلم جدير بالملاحظة في تاريخك ، ويسعدني أن أبعث به
أحر تحياتي بهذه المناسبة السعيدة.
مسيحي أ. هيرتر
وزير خارجية الولايات المتحدة الأمريكية.»
و ها هي الرسالة التي إليزابيث الثانية ترسل إلى شعب صوماليلاند في يوم الاستقلال.
 «أنا وحكومتي وشعبي في المملكة المتحدة، أتمنى لكم كل خير في يوم الاستقلال هذا. تعود الصلة بين شعبنا إلى حوالي 130 عامًا والإدارة البريطانية للمحمية لمدة 60 عامًا. إنني أتطلع إلى صداقة مستمرة ودائمة بين بلدينا».
كما كانت هناك مخاوف من اشتباكات مع السكان في إثيوبيا.

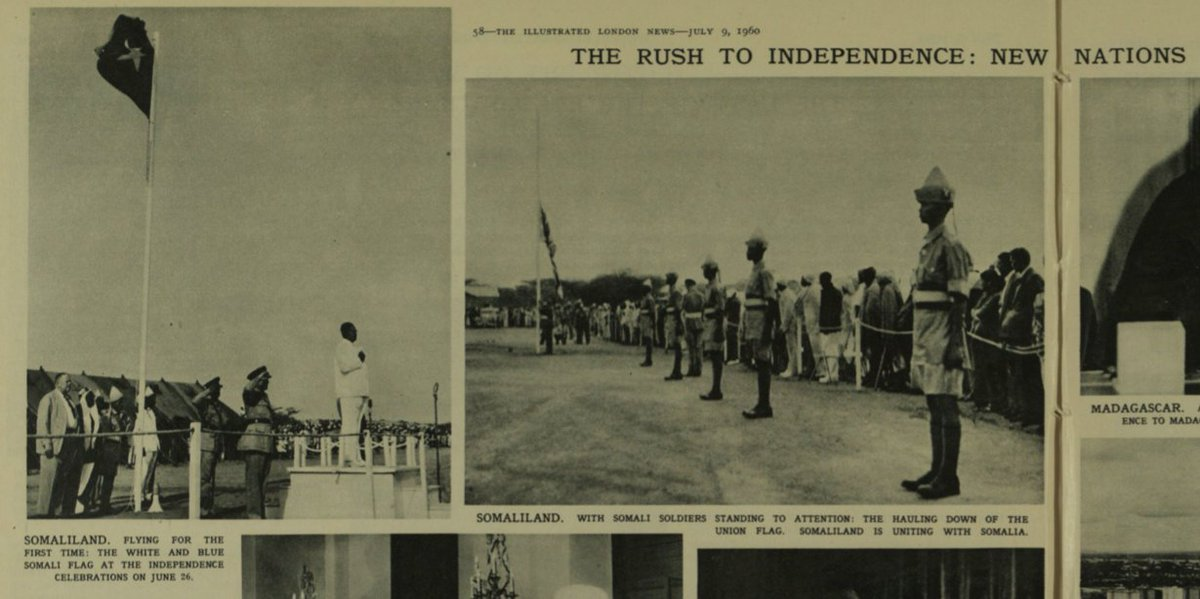
مُنحت محمية أرض الصومال البريطانية كدولة مستقلة في 26 يونيو 1960. اشتهرت تلك السنة بعبارة "رياح التغيير" داخل الإمبراطورية البريطانية كما تم استخدامها في خطاب لرئيس الوزراء البريطاني آنذاك ، هارولد ماكميلان. من بين المستعمرات البريطانية في القارة الأفريقية ، أصبحت أرض الصومال دولة مستقلة بعد السودان (التي أصبحت مستقلة في عام 1956) وغانا في عام 1957 ، بينما لم تكن إثيوبيا مستعمرة أبدًا. كانت دولة إمبريالية. صوتت حكومة أرض الصومال في جلستها الأولى لصالح الوحدة مع الإخوة في الجنوب بأغلبية ساحقة.

في 1 يوليو 1960، بعد خمسة أيام من حصول محمية أرض الصومال البريطانية السابقة على استقلالها كدولة صوماليلاند، اتحد الإقليم كما هو مقرر مع إقليم الصومال الذي يخضع للوصاية لتشكيل جمهورية الصومال.
وقد تم تشكيل الحكومة من قبل عبد الله عيسى، مع حاجي بشير إسماعيل يوسف رئيسا للجمعية الوطنية الصومالية، آدم عبد الله عثمان كما الرئيس وعبد الرشيد علي شارماركي كما رئيس الوزراء، في وقت لاحق ليصبح رئيسا (1967-1969). في 20 يوليو 1961، ومن خلال استفتاء شعبي، صدق الشعب الصومالي على دستور جديد، تمت صياغته لأول مرة في عام 1960. كان يُنظر إلى الدستور على نطاق واسع على أنه غير عادل في أرض الصومال السابقة، ومع ذلك، فقد عارضه أكثر من 60٪ من الناخبين الشماليين في الاستفتاء. بغض النظر، تم توقيعه ليصبح قانونًا. انتشر الاستياء على نطاق واسع بين سكان الشمال،  وحاول الضباط المدربون في بريطانيا ثورة لإنهاء الاتحاد في ديسمبر 1961 . فشلت انتفاضتهم، واستمرت أرض الصومال في تهميش الجنوب خلال العقود التالية.